# Pluvier à camail
Charadrius cucullatus
Espèce
Synonymes
- Charadrius cucullatus Vieillot, 1818 (protonyme)
- Charadrius rubricollis Gmelin, 1789
- Thinornis rubricollis (Gmelin, 1789)

- Thinornis cucullatus

Statut de conservation UICN

 VU C1 : Vulnérable
Le Pluvier à camail (Charadrius cucullatus, anciennement Thinornis cucullatus) est une espèce de petit limicole appartenant à la famille des Charadriidae.

## Répartition
Cet oiseau est endémique d'Australie.

## Habitat
Ses habitats naturels sont des lacs, les marais et les lagunes côtières saumâtres.
Il est menacé par la perte de son habitat.

## Galerie

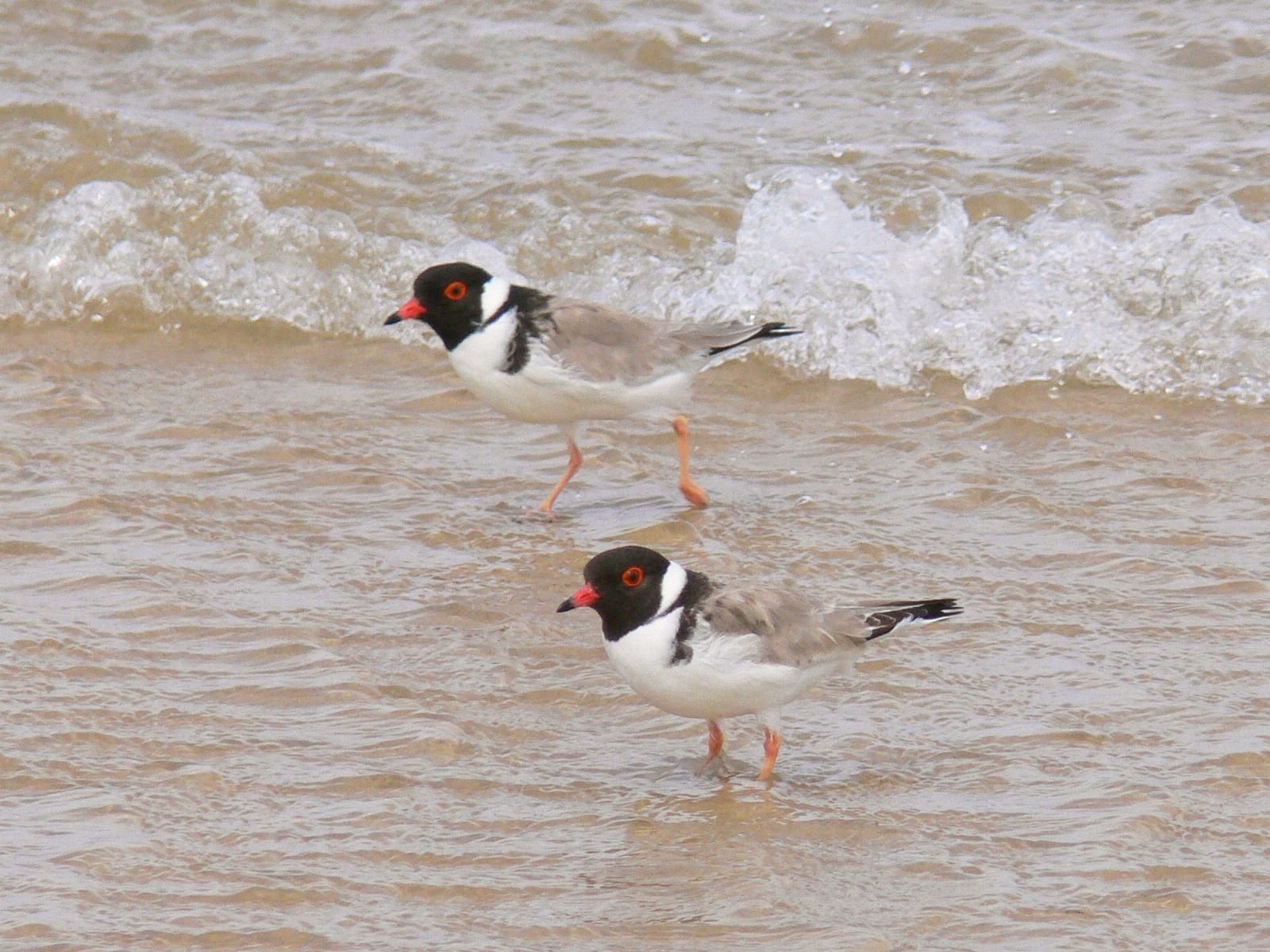
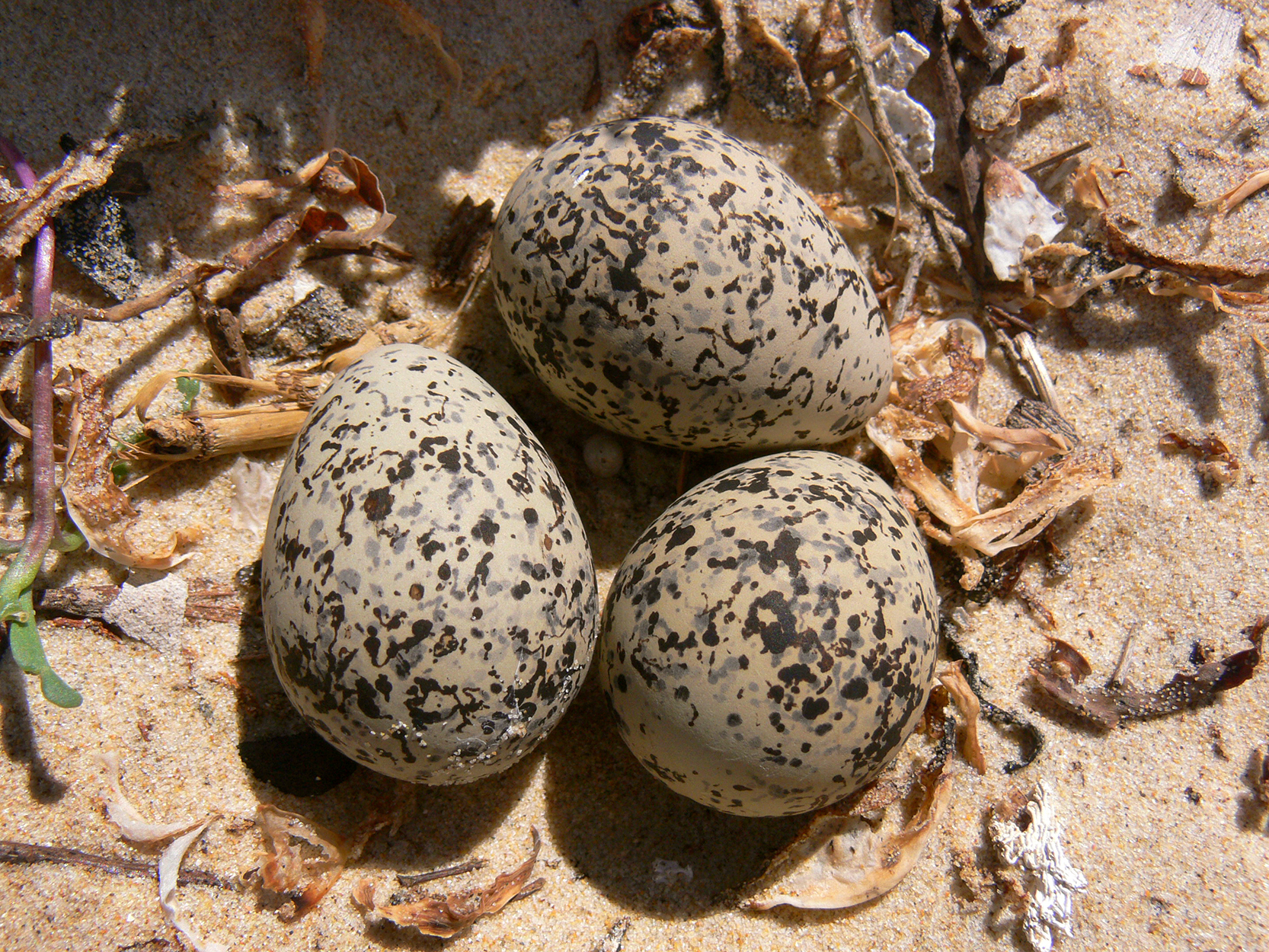

## Annexex